# Caducifer
Caducifer is een geslacht van weekdieren uit de klasse van de Gastropoda (slakken).

## Soorten
- Caducifer camelopardalus Watters, 2009
- Caducifer concinnus (Reeve, 1844)
- Caducifer decapitatus (Reeve, 1844)
- Caducifer englerti (Hertlein, 1960)
- Caducifer truncatus (Hinds, 1844)